# Blace
 Ovo je glavno značenje pojma Blace. Za druga značenja pogledajte Blace (razdvojba).
Blace su naselje u Republici Hrvatskoj, u sastavu Općine Slivno, Dubrovačko-neretvanska županija. 
Nalaze se na obali, nedaleko od ušća rijeke Male Neretve u Jadransko more.

## Povijest
Blace su u 19. stoljeću osnovali doseljenici koji su u 1678. došli u Postinje iz Trubina Brda (iznad Vidonja).[nedostaje izvor]

## Stanovništvo
| broj stanovnika |       |       | 103   | 127   | 157   | 184   |       | 278   | 186   | 182   | 173   | 182   | 205   | 201   | 318   | 317   | 273   |
|                 | 1857. | 1869. | 1880. | 1890. | 1900. | 1910. | 1921. | 1931. | 1948. | 1953. | 1961. | 1971. | 1981. | 1991. | 2001. | 2011. | 2021. |

## Župna crkva
Sagrađena je uz morsku obalu 1911. godine. Crkva je duga 18,5 i široka 8 metara, a na vrhu je pročelja zvonik na preslicu za tri zvona koji je zbog opasnosti od rušenja zamijenjen novim 1968., za vrijeme župnika don Mate Kaleba. Zbog blizine mora i utjecaja posolice više je puta obnavljana. Betonska ploča i betonski kor postavljeni su za vrijeme župnika Matkovića, a drveni oltar obnovljen je za vrijeme župnika Vrdoljaka.

## Obrazovanje
Škola u Blacama bila je petnaesta po redu otvorena škola u Donjem Poneretavlju. Otvorena je 1. listopada 1908., a prva je učiteljica bila Ivka Gluščević iz Metkovića. Danas djeluje kao područna škola Osnovne škole Opuzen.

## Šport
U Blacama je od 1968. do 1988. djelovao NK Sloga koji je bio inicijator osnivanja drugih neretvanskih klubova.
U susjednom naselju Slivnu djeluje boćarski klub "Slivno".

## Znamenitosti
- Osinj - otočić u neposrednoj blizini Blaca naseljen još u rimsko doba. Na njemu su ostatci bizantske utvrde iz 6. stoljeća, crkve sv. Ivana i franjevačkog samostana iz 14. stoljeća. Cijeli se kompleks nalazi na popisu kulturnih dobara Republike Hrvatske.[6]